# Hospital Dr. Exequiel González Cortés
El Hospital Pediatrico Dr. Exequiel González Cortés es un centro asistencial perteneciente a la red pública de salud chilena, ubicado en la comuna de San Miguel en Santiago, la capital de Chile. 

## Historia
Fue inaugurado el 15 de junio de 1952 como hospital general de adultos a cargo del Seguro Obrero Obligatorio en las dependencias de la ex "Clínica Americana", una clínica privada que pretendía atender a la población de clase alta que vivía en el sector, hasta su migración a barrios del sector oriente de la ciudad minaron el proyecto, Y es en 1962 pasa a ser un hospital pediátrico. El nombre del hospital es en homenaje al distinguido profesor de la Facultad de Medicina de la Universidad de Chile, Diputado y Senador de la República Exequiel González Cortés, quien, entre sus labores, presentó en 1918 un proyecto de ley para crear un seguro de invalidez y enfermedad. 
En las antiguas dependencias, la dirección de la entrada principal fue en calle Barros Luco N.º 3344 para la atención y control de enfermos y el Servicio de Urgencia se ubicaba en un costado de la entrada principal, en calle Enrique Matte N.º 1537 (hasta 1995 la ubicación del servicio de urgencia era en Ramón Subercaseaux N.º 1534, donde posteriormente se ubicó la sección Ambulatorio Quirúrgico). Desde el 15 de noviembre de 2017, sus nuevas dependencias, están ubicadas en Gran Avenida José Miguel Carrera N°3300, en terrenos donde se ubica también el Hospital Barros Luco Trudeau. En sus inicios este hospital mantuvo una estrecha relación con el Hospital Arriarán, el que le proporcionaba apoyo logístico, comidas, transporte, exámenes, etc. 
El hospital Dr. Exequiel González Cortés es un establecimiento de alta complejidad autogestionado en red desde al año 2007 y pertenece al Servicio de Salud Metropolitano Sur(SSMS). Brinda atenciones de consulta de especialidades, de urgencia y de hospitalización quirúrgica y médica a menores de 15 años de las comunas del SSMS. 
El 13 de octubre de 2021 se llevó a cabo una cirugía para separar a dos siamesas. La operación duró más de 16 horas y el personal médico se preparó por meses. Es el cuarto caso exitoso en Chile en este tipo de cirugías.